# Ivo Sanader
Ivo Sanader, również Ivica Sanader (ur. 8 czerwca 1953 w Splicie) – chorwacki polityk, publicysta i literaturoznawca, działacz Chorwackiej Wspólnoty Demokratycznej i jej przewodniczący w latach 2000–2011, poseł do Zgromadzenia Chorwackiego, premier Chorwacji w latach 2003–2009.

## Życiorys
Kształcił się w katolickiej szkole średniej NKG w Zagrzebiu, następnie wyjechał do Rzymu, gdzie przez rok studiował filozofię. Później wraz z żoną wyjechał do Austrii, na Leopold-Franzens-Universität Innsbruck kształcił się w zakresie literatury porównawczej i romanistyki. Tamże doktoryzował się w 1982 na podstawie pracy poświęconej twórczości francuskiego dramatopisarza Jeana Anouilha. Po powrocie do Splita pracował w dziale marketingu przedsiębiorstwa turystycznego, w 1983 został redaktorem programowym, a w 1988 redaktorem naczelnym wydawnictwa Logos. Wyjechał później do Austrii, gdzie prowadził własną działalność gospodarczą. Publikował liczne artykuły poświęcone literaturze w periodykach chorwackich i zagranicznych, jest również autorem kilku książek, w tym współredaktorem zbioru poezji wydanego również w języku polskim pt. W tej strasznej chwili: antologia współczesnej wojennej liryki chorwackiej (Krupski i S-ka, Warszawa 1996).
W 1990, podczas pobytu w Innsbrucku, założył lokalną strukturę Chorwackiej Wspólnoty Demokratycznej. W 1991 został kierownikiem literackim Chorwackiego Teatru Narodowego w Splicie. W 1992 wszedł w skład chorwackiego parlamentu. W 1993 objął stanowisko wiceministra spraw zagranicznych. W latach 1995–1996 kierował kancelarią prezydenta Franja Tuđmana, będąc jednocześnie sekretarzem generalnym narodowej rady bezpieczeństwa i obrony (VONS). Następnie powrócił do resortu spraw zagranicznych na poprzednią funkcję.
W 2000, 2003 i 2007 ponownie wybierany do Zgromadzenia Chorwackiego, w parlamencie zasiadał do 2011. Również w 2000 został nowym przewodniczącym HDZ, która wówczas znalazła się w opozycji. Kierowana przez niego partia wygrała kolejne wybory parlamentarne, 23 grudnia 2003 Ivo Sanader objął urząd premiera. HDZ zwyciężyła także w wyborach w 2007, dzięki czemu 12 stycznia 2008 jej lider mógł sformować swój drugi gabinet. Ustąpił niespodziewanie na początku lipca 2009. Wśród przyczyn dymisji wskazywano nierozwiązanie sporu ze Słowenią o rozgraniczeniu wód morskich Zalewu Pirańskiego i terenów granicznych nad rzeką Mura.
Podczas konwencji HDZ w Zagrzebiu 4 lipca 2009 został zastąpiony przez dotychczasową wicepremier Jadrankę Kosor na stanowisku przewodniczącego partii. 6 lipca parlament zatwierdził ją również na urzędzie premiera.
Wkrótce po rezygnacji wszczęto wobec niego postępowania karne w sprawach korupcyjnych. W styczniu 2010 został wykluczony z Chorwackiej Wspólnoty Demokratycznej. Powrócił do wykonywania mandatu poselskiego (zawieszonego na czas pełnienia funkcji rządowych), uzyskując immunitet parlamentarny. 9 grudnia 2010, tuż przed jego uchyleniem, wyjechał do Austrii. Na wniosek chorwackich władz był poszukiwany za pośrednictwem Interpolu. 10 grudnia został zatrzymany na autostradzie Tauern w Austrii, następnie przewieziony do aresztu śledczego w Salzburgu w oczekiwaniu na ekstradycję, do której doszło w lipcu 2011.
Zarzucono mu w różnych śledztwach m.in. przyjęcie łapówki 470 tysięcy euro w związku z pożyczką dla Chorwacji z austriackiego banku, a także przyjęcie łapówki 10 milionów euro od przedstawiciela węgierskiego koncernu MOL w zamian za umożliwienie mu uzyskania dominującej pozycji w chorwackim przedsiębiorstwie paliwowym INA. W 2012 został uznany za winnego zarzucanych mu przestępstw i skazany na karę 10 lat pozbawienia wolności. Kara została w postępowaniu odwoławczym obniżona do 8 lat i 6 miesięcy pozbawienia wolności (wyrok ten z powodów proceduralnych został jednak uchylony do ponownego rozpoznania w 2015). Kolejne wyroki skazujące zapadły wobec byłego premiera w innych postępowaniach dotyczących korupcji.
Był odznaczony różnymi krajowymi orderami, w tym Wielkim Orderem Królowej Jeleny. Po prawomocnym wyroku skazującym prezydent Ivo Josipović wydał decyzję pozbawiającą go chorwackich orderów.

## Życie prywatne
Ivo Sanader jest żonaty, ma dwie córki.

## Odznaczenia
- Wielki Order Królowej Jeleny (2008, odebrany w 2014)[18][19]
- Order Księcia Trpimira (1995, odebrany w 2014)[18][20]
- Order Ante Starčevicia (odebrany w 2014)[18]
- Order Chorwackiej Jutrzenki (odebrany w 2014)[18]
- Red hrvatskog trolista (odebrany w 2014)[18]
- Spomenica domovinske zahvalnosti (odebrany w 2014)[18]
- Bawarski Order Zasługi (Niemcy, 2007)[21]